# Ebon-Atoll
Ebon (früher: Bostoninseln oder Boston Island) ist das südlichste Atoll der Ralik-Kette der Marshallinseln. Das Atoll hat eine Landfläche von 5,75 km², die eine Lagune von 103,8 km² umschließt. Die Lagune hat im Südwesten einen schiffbaren Zugang zum Meer.
Ebon war das erste Atoll der Marshall-Inseln, das missioniert wurde (1852).
Das Atoll hat (Stand 2021) eine Bevölkerung von 469 Einwohnern. Während auf den übrigen 23 bewohnten Inseln oder Atollen der Marshallinseln die Inselräte gewählt werden und je nach Atoll eine Stärke zwischen fünf (Likiep) und 25 (Ailinglaplap) haben, hat das Ebon Atoll Council 83 Mitglieder, da jede Familie ein Mitglied entsendet.
Fünf der 22 Inseln des Atolls sind bewohnt. Die Volkszählung von 1999 weist sieben Orte auf, von denen drei auf der Hauptinsel Jitoen (Jittoen) liegen, die 402 der damals 741 Einwohner des Atolls auf sich vereinigte. Der größte Ort mit damals 267 Einwohnern ist jedoch Toka auf der gleichnamigen, westlichsten Insel des Atolls. Jitoen, die langgezogene, geschwungene Hauptinsel, nimmt den gesamten Süden und Südosten des Atolls ein. Sie ist rund 12 Kilometer lang und im Westen bis zu 900 Meter, stellenweise jedoch nur gut 40 Meter breit.
Auf dem Atoll sind zahlreiche Vogelarten heimisch, darunter Fregattvögel und Seeschwalben.
Am 30. Januar 2014 wurde der Salvadorianer José Salvador Alvarenga von Einheimischen am Strand einer Insel in der unmittelbaren Umgebung des Ebon-Atolls aufgefunden. Er gab an, nach einer mehr als 13 Monate dauernden unfreiwilligen Reise in seinem Fischerboot durch die Meeresströmungen von Chiapas in Mexiko hierhergelangt zu sein. Die Entfernung zwischen beiden Punkten beträgt 10.800 km.